# Брат якудзи
«Брат якудзи»(яп.ブラザ, Buraza, Бураза, англ. Brother) — це гангстерський фільм 2000 року, у якій головну роль, сценарист, режисер та монтажер виконував Такеші Кітано.  Прем'єра фільму відбулася 7 вересня 2000 року на Венеціанському кінофестивалі. Сюжет зосереджується на зрілому гангстері якудза, якому доводиться тікати до Лос-Анджелеса, де він підрозділ Сили з молодшим братом і братовою бандою.
Це був перший фільм, котрий Кітано знімав та грав разом з американськими продюсерами та акторами відповідно. 

## Сюжет
Ямамото — жорстокий і досвідчений якудза, чий бос був убитий, а клан зазнав поразки у кримінальній війні з родиною-суперником. У вцілілих членів клану мало варіантів: або приєднатися до переможців, примирившись з ганьбою і недовірою, або померти, вчинивши сеппуку . Ямамото, однак, вирішує втекти до Лос-Анджелеса разом зі своїм напарником Като. Там він знаходить свого зведеного брата Кена, з котрим давно не зв'язувався, який керує невеликим наркобізнесом разом зі своїми місцевими друзями-афроамериканцями. Під час першої зустрічі Ямамото побився з місцевим, котрий, згодом, виявився Денні, друг Кена, за спробу обдурити його. Пізніше Денні стає одним із найближчих друзів і соратників Ямамото.
Звикши до життя в клані і за його законами, Ямамото створює банду з приятелів Кена. Нова банда швидко і жорстоко нападає на мексиканських наркобосів і бере під контроль їх територію в Лос-Анджелесі. Вони також укладають союз із Ширасе, кримінальним босом з Маленького Токіо, що робить їхню групу ще сильнішою. З часом Ямамото та його нова банда стають грізною силою, поступово розширюючи свою територію до такої міри, що вони протистоять могутній італійській мафії. Тепер усі шанобливо звертаються до Ямамото як до Анікі (兄貴, старший брат). Але незабаром Анікі раптово втрачає будь-який інтерес до їх теперішнього успішного, але небезпечного бізнесу, проводячи час з дівчиною або просто сидячи мовчки про щось думаючи. Однак мафія безжально завдає удару у відповідь, і незабаром Ямамото та його банда потрапляють у таку жахливу ситуацію, звідки нема шляху назад.

## У ролях
| Актор            | Роль                          |
| ---------------- | ----------------------------- |
| Такеші Кітано    | Ямато                         |
| Омар Еппс        | Денні                         |
| Тецуя Ватарі     | Бос ворожого клану            |
| Клод Макі        | Кен                           |
| Масая Като       | бос "Маленького Токіо" Шіразе |
| Сусуму Тараджіма | Лейтенант Ямато Като          |
| Ломбардо Бояр    | Мо                            |
| Рен Осуґі        | Харада                        |
| Рьо Ішібаші      | Ішіхара                       |
| Джеймс Шіґета    | Суґімото                      |
| Татьяна Алі      | Латіфа                        |
| Макото Отаке     | Голова поліції                |
| Коуен Окумура    | Ханаока                       |
| Наомаса Мусака   | Хісамацу                      |
| Ріно Катасе      | "Мадам з нічного клубу"       |
| Джой Накаґава    | Дівчина Ямато Марина          |
| Аморі Ноласко    | Віктор                        |
| Тьюзді Найт      | Проститутка                   |
| Тоні Колітті     | Роберто                       |
| Антон Таннер     | Колін                         |

## Виробництво
Вражений інтересом європейців до якудзи, Кітано написав те, що він назвав старомодним фільмом про якудзу. Щоб краще протиставити персонажа більш звичним елементам, він розмістив його в чужій країні, вибравши Лос-Анджелес як декорацію. Коли продюсер Джеремі Томас запитав Кітано, чи цікавить його іноземне виробництво, Кітано розповів йому про сценарій. Томас пообіцяв йому повну творчу свободу, яка, за словами Кітано, отримав. Коментуючи різні стилі кіновиробництва, Кітано сказав, що американські фільми більше зосереджені на бізнесі та менш сентиментальні. Кітано назвав їхню сильну гордість за свій професіоналізм як позитивний аспект.

## Реліз
Деякі сцени були піддані цензурі для випуску в США.